# Marnix Beyen
Marnix Beyen (Leuven, 10 mei 1971) is een Belgisch historicus en gewoon hoogleraar aan de Universiteit Antwerpen. Naast zijn wetenschappelijke publicaties schrijft hij in dagbladen, voornamelijk in de Nederlandstalige Belgische pers.

## Leven en loopbaan
Marnix Beyen is de zoon van de hoogleraar en romanist Roland Beyen en de echtgenoot van de hoogleraar Kaat Wils. Hij promoveerde tot licentiaat in de geschiedenis aan de Katholieke Universiteit Leuven, werd universitair onderzoeker en schreef een doctoraal proefschrift (1999). Het proefschrift behandelt de omgang met de nationale geschiedenis in oorlogstijd, vooral tijdens de Tweede Wereldoorlog, zowel in België als in Nederland. Zijn werk werd in boekvorm gepubliceerd onder de titel Oorlog en verleden. Hij werd eerst docent dan hoofddocent en vervolgens hoogleraar aan het Departement Geschiedenis van de Universiteit Antwerpen.
Beyen publiceert regelmatig en hij doceert vakken zoals
- Geschiedenis van de politieke cultuur,
- Theorie van de historische kennis,
- Politiek en instellingen van de Nieuwste tijd,
- Academisch schrijven,
- Inleiding tot de historiografie.

Hij is lid van de redactie van het Belgisch Tijdschrift voor Nieuwste Geschiedenis en van Getuigen: Tussen Geschiedenis en Herinnering. Hij is ook lid van de Paviagroep.
Hij neemt actief deel aan het politiek en maatschappelijk debat in België, onder meer met opiniestukken in De Morgen, De Standaard en Knack.

## Onderzoek
Het onderzoek van Beyen betreft onder meer de historische en literaire voorstellingen van natiestaten en de relatie tussen burgers en politici in de 19e en 20e eeuw.

## Publicaties
- Held voor alle werk. De vele gedaanten van Tijl Uilenspiegel, Houtekiet, Antwerpen-Baarn, 1998.
- Nostalgie naar een nieuwe tijd. De Tweede Wereldoorlog en de roep van de traditie, België en Nederland, 1940-1945, in: Belgisch Tijdschrift voor Filologie en Geschiedenis, 2001.
- Oorlog & Verleden. Nationale geschiedenis in België en Nederland, 1938-1947, Amsterdam University Press, Amsterdam, 2002 (doctoraal proefschrift).
- Appropriations asymétriques. Les maîtres de Flémalle dans les conflits identitaires en Belgique, in: Campin in context, Valenciennes-Brussel-Doornik, 2007.
- Van Brunclair tot Peleman. Cultureel onderhandelen in bezettingstijd, in: Luc De Vos e.a., Verbrande schrijvers: 'culturele' collaboratie in Vlaanderen (1933-1953), Gent, University Press, 2009.
- Identiteit: tussen democratie en fascisme, in: Oikos, 2011.
- (samen met Maarten Van Ginderachter) Nationhood from Below: Europe in the Long Nineteenth Century, Palgrave, 2012.
- (samen met Svenja Weers) Een antipolitieke "homo politicus": de naoorlogse correspondentie van Militärverwaltungschef Eggert Reeder, in: Belgisch tijdschrift voor nieuwste geschiedenis, ISSN 0035-0869, 2012.
- Who is the nation and what does it do? The discursive construction of the nation in Belgian and Dutch national histories of the Romantic period, in: Hugh Dunthorne e.a. (ed.), The historical imagination in nineteenth-century Britain and the Low Countries, ISBN 978-90-04-24186-2, Leiden, Brill, 2013.
- Een hart voor de oude stad: Charles Buls, Cornelius Gurlitt en de bewaring van stedelijk erfgoed, in: Erfgoed Brussel / België. Brussels Hoofdstedelijk Gewest. Bestuur Ruimtelijke Ordening en Huisvesting - ISSN 2034-5771, 2014.
- Erfgoedpolitiek tijdens de Eerste Wereldoorlog, in: Jo Tollenbeek (ed.), in: Ravage: kunst en cultuur in tijden van conflict, Leuven, 2014.
- Een representatiecrisis: politieke en culturele breuklijnen in Vlaanderen tijdens de 'lange jaren dertig', in: Jan Lensen e.a. (ed.), De stekelige jaren: literatuur en politiek in Vlaanderen, 1929-1944, Gent, Academia, 2014.
- Marnix Beyen en Brecht Deseure, 2015. Local Memories in a Nationalizing and Globalizing World. Houndmills, Basingstoke, Hampshire ; New York, NY : Palgrave Macmillan